# Федоров Михайло Михайлович
Фе́доров Миха́йло Миха́йлович (2 вересня 1867, Катеринодар — 29 березня 1945) — український радянський учений у галузі гірничої механіки, дійсний член АН УРСР (з 1929 року), академік АН УРСР (1929), заслужений діяч науки РРФСР (1932).

## Біографія
Михайло Федоров народився 2 вересня 1867 року у місті Катеринодар. У 1895 році закінчив Санкт-Петербурзький гірничий інститут, у 1905 році — Вищу школу електрики в Парижі.
З 1905 року професор Гірничого інституту в Петербурзі і вищого гірничого училища Катеринославі, згодом в Інституті сільського господарства в Кам'янці-Подільському. В 1906—1919 роках працював у Катеринославському вищому гірничому училищі (КВГУ) — Катеринославському гірничому інституті (КГІ), в 1916—1919 роках завідував секцією гірничозаводської механіки, у 1919—1934 роках завідував кафедрою гірничої механіки та електромеханіки Московського гірничого інституту. З 1923 року — професор Гірничої академії у Москві.
З 1929 року до 1934 року Михайло Федоров організовував роботу як очільник кафедри гірничої механіки Відділу технічних наук АН УРСР. З 1934 до 1939 обіймав посаду директора, у 1939-му завідував сектором машинобудування та був науковим консультантом Інституту гірничої механіки. Наукове керіництво Михайло Федоров здійснював науково-організаційну роботу в АН УРСР, періодично приїжджаючи до Дніпропетровська.
У 1934—1945 роках був засновником і директором Інституту гірничої механіки АН УРСР (Донецьк).
Помер 29 березня 1945 року. Похований у Києві на Лук'янівському цвинтарі (ділянка № 21, ряд 14, місце 52).
У Катеринославі до революції належав до українського товариства «Просвіта» (Див.: Чабан Микола. Діячі Січеславської «Просвіти». 1905—1921. Дн., 2002).
25 жовтня 1907 (за ст. стилем) у Катеринославі у гірничого інженера колезького асесора Михайла Михайловича Федорова і його дружини Олександри Іванівни народилася дочка Зоя, охрещена у Преображенському соборі. Хрещеними батьками новонародженої стали син колезького асесора Борис Михайлович Федоров (брат Зої) та дружина студента гірничого інституту Ольга Іванівна Мартишевська.

## Праці
Праці Федорова стосуються теоретичного обґрунтування динаміки рудникового підйомного устаткування, методів розрахунку рудникових турбомашин та інших напрямків. Він є автором понад 200 праць, а саме:
- Федоров М. М. Очерк состояния электрических сооружений на Уральских заводах и рудниках в 1906 году. — СпБ, 1910. — 101 с.[5]
- Федоров М. М. Теория и расчет гармонического рудничного подъема. — Екатеринослав: Издательство Типоцинкография Берса, 1914. — 181 с.[6]

## Пам'ять
У 1943 році Інституту гірничої механіки АН УРСР присвоєне ім'я Михайла Федорова.
10 вересня 1968 року на будинку по вулиці Енгельса 21/12 (тепер Лютеранська) де в 1931—1945 роках жив вчений, встановлено гранітну меморіальнку дошку (скульптор І. В. Макогон).

## Світлини

Меморіальна дошка Федорову М. М. в Києві
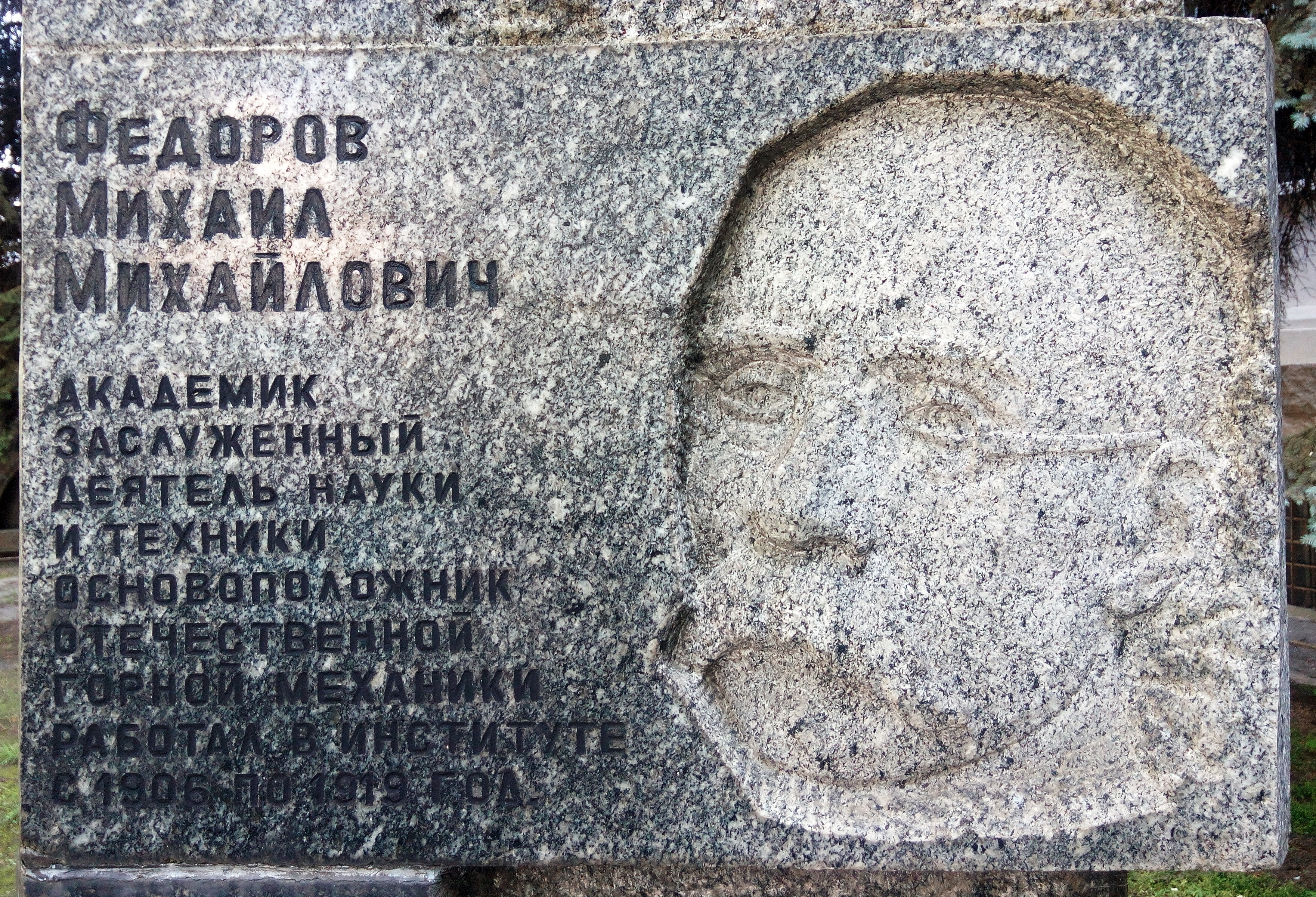
Барельєф Федорову М. М. перед центральним корпусом НТУ "Дніпровська політехніка"
Могила Федорова М. М. на Лук'янівському цивільному кладовищі в Києві